# La Taupe (téléfilm)
Pour les articles homonymes, voir La Taupe.

La Taupe est un feuilleton télévisé français en deux épisodes de 52 minutes de 2006, écrit par Laurent Scalese et Victor Arnold. La Taupe 2 (2008) en est la suite.

## Synopsis
Des douaniers ont effectué une importante saisie d'héroïne. Le chargement a été transporté dans le dépôt des douanes de Bordeaux. Ce butin a attisé la convoitise de voyous, qui ont réussi à voler la drogue. Les truands ont tué deux policiers pendant l'opération. L'Inspection des Services envoie le commandant Sandra Longo sur place pour enquêter sur les circonstances du drame. Depuis que sa sœur est morte d'une overdose, elle a déclaré la guerre aux trafiquants de drogue, qu'elle traque sans relâche. Elle mène donc cette enquête avec acharnement et finit par découvrir qu'une taupe a infiltré les douanes et renseigné les voleurs sur l'emplacement de l'héroïne...

## Fiche technique
Source : IMDb, sauf mention contraire
- Créateur : Laurent Scalese et Victor Arnold
- Réalisation : Vincenzo Marano
- Producteurs : Elisabeth Bocquet, Sergio Gobbi
- Musique du film : Simon Cloquet
- Directeur de la photographie : Kika Ungaro
- Montage : Stéphanie Gaurier
- Création des décors : Pierre Voisin
- Création des costumes : Valérie Cabeli
- Coordinateur des cascades : Gilles Conseil
- Production : TF1 et Les Films de l'Astre
- Durée : 2 fois 52 minutes
- Date de diffusion : 14 mai 2007 sur TF1

## Distribution
- Ingrid Chauvin : Sandra Longo
- Stéphane Bonnet: Xavier Sanard
- Christian Laparra: Dan Dulat
- Pierre-Alexis Hollenbeck: Clovis Cloto
- Jean-Louis Loca: Cominetti
- Hélène Bizot: Cécile Feray
- Linda Hardy : Laure Fanisse
- Yannis Baraban : Jacques Lafitte
- Jean-Christophe Bouvet : Javier Sulster
- Christophe Laparra
- Marilyn Pater : secrétaire de Sulster
- Didier Becchetti : Fabio Testa
- Cyril Mourali : Dom
- Virgile Fouilou : Jacky
- Marie-Hélène Lentini : La chirurgienne

## Commentaires
Le tournage s'est déroulé en grande partie à Paris et à Bordeaux, entre le 3 novembre et le 8 décembre 2006.